# Yassine Jebli
Yassine Jebli (Tan-Tan, 1994/1995), conegut pel seu nom artístic Yann'Sine, és un cantant marroquí, que canta en àrab, francès i anglès. Va guanyar popularitat al seu país després de la seva participació en el concurs de cançó Studio 2M l'any 2013; des d'aleshores, ha estat una figura influent en l'escena musical marroquina i internacional.
Les seves cançons són una fusió de sons moderns i tradicionals, i reflecteixen la seva identitat i influències culturals, i el cantant s'ha convertit en una figura rellevant de la música marroquina i àrab. A més de la música, Yann'Sine també ha expressat interès en el món del cinema.

## Biografia
Yann'Sine va néixer al poble pesquer d'El Ouatia, conegut comunament com a platja de Tan-Tan. Té un germà i una germana, i el seu pare té un negoci de peix. Jebli va créixer en una família unida i escoltant les cançons de Mika. Una de les seves aficions és dibuixar manga, activitat que ja feia de petit. Va començar a interessar-se per la música l'any 2013 i el seu pare va animar-lo a participar en Studio 2M.
Yann'Sine aprecia el pop francès i la música marroquina, que considera la seva font d'inspiració. Les seves influències musicals inclouen Oum Kalthoum, Khaled, Nina Simone, Vianney, Mika i l'òpera russa, i defineix el seu estil com «funk àrab».

## Carrera musical
Després de participar en el programa de telerealitat del canal marroquí 2M Studio 2M l'any 2013, en el qual va quedar finalista, va guanyar popularitat al seu país. El 2015 va ser candidat a França durant la temporada 4 de The Voice : La Plus Belle Voix de TF1; per primera vegada, el programa incloïa un concursant magribí. Formant part de l'equip de Mika, va aconseguir arribar a la semifinal de la competició. Malgrat no guanyar el concurs, va impressionar el jurat i el públic, va aconseguir una gran base de fans i va deixar empremta en l'audiència europea.
Després de la seva experiència a The Voice, Yann'Sine va continuar treballant en la seva carrera musical i va publicar diversos èxits que van aconseguir posicionar-se a les llistes de música marroquina i àrab. Va publicar diversos títols en àrab, com "Enta Mkhalef" (2016), el seu primer senzill, que es va classificar durant un mes entre les 50 millors emissores de ràdio marroquines. Va continuar amb un altre senzill en àrab, "Tiqat Thilghat" (2016), i un tercer en àrab i anglès, "Beautiful" (2017).
El 2016 va actuar al Festival d'Abu Dhabi. El mateix any va participar pel COP 22 (la conferència sobre canvi climàtic de les Nacions Unides) amb la cançó "It's Time to Make a Change" amb Asmaa Lamnawar i Kaoutar Berrani, amb la col·laboració de la productora RedOne. El 2018 va sortir el seu senzill "Camilia" i va participar en diversos festivals d'arreu del país.
El 2019, el seu tema "J'essaie" va tenir més de dos milions de reproduccions, i va anar seguit del senzill "Ily"; amb aquest va anunciar que estava finalitzant un àlbum, previst de ser publicat aquell desembre i que barrejava les músiques afro, pop i llatina i els idiomes àrab, francès i anglès. El mateix any va ser finalista al Premi Rfi découverte i triple nominat al concurs Afrima (Africa Music Awards). Aquell novembre va sortir el seu tema "Leila", que barrejava sons magrebins i subsaharans.
El 2020, va ser el primer artista marroquí a cantar en darija i francès a Hit Radio i Beur FM. També va anunciar que la publicació del seu àlbum quedava posposada mentre durés la crisi de la COVID-19.

## Discografia
El 2016 va publicar els senzills "Enta Mkhtalef" i "Tiqat Thilghat", tots dos en àrab; el 2017 "Beautiful", en àrab i anglès, i "Dis-le moi", amb Papa London, en darija i francès, i l'any 2018 "Camilia". El 2019 van sortir al mercat "J'essaie", "Ily" i "Leila"; l'any següent, "Tomorrow" i "LKDOUB" i el 2020 va arribar "Didi". El 24 de febrer de 2023 va publicar la seva darrera creació, el tema "Ana".